# Фицджеральд, Джеральд, 5-й граф Килдэр
 Джеральд Фиц-Морис Фицджеральд (англ.  Gerald FitzGerald, 5th Earl of Kildare, умер 16 октября 1432) — ирландский аристократ, 5-й граф Килдэр (1390—1432), пэр Ирландии, лорд-юстициарий Ирландии (1405—1408).

## Биография
Старший сын Мориса Фицджеральда, 4-го графа Килдэра (1318—1390), и Элизабет де Бургерш, 3-й баронессы Бургерш (1342—1402).
В августе 1390 года после смерти своего отца Джеральд Фицджеральд унаследовал титул и владения графа Килдэра. В 1405 году он получил от короля Англии должность лорда-юстициария Ирландии. В 1407 году Джеральд Фицджеральд победил ирландский клан О’Каррол в графстве Килкенни, который поднял восстание против английского владычества.
В 1418 году вспыхнул конфликт между Джеральдом Фицджеральдом и лордом-лейтенантом Ирландии Джоном Толботом, графом Шрусбери. Вместе с Кристофером Престоном, 2-м бароном Горманстоном (1354—1422) Джеральд Фицджеральд был обвинен в «государственной измене» — в переписке с целью заговора с Томасом Ле Ботеллером (ум. 1420), приором Ордена госпитальеров в Килмейнеме. По приказу графа Шрусбери все они были арестованы и брошены в тюрьмы. Их имения и титулы были под угрозой конфискации. Но никаких доказательств заговора не было представлено, поэтому они были освобождены. Их имения и титулы были им возвращены. Маловероятно, что кто-то из них действительно готовил заговор или восстание. Причиной ареста были неприязнь со стороны Джона Толбота и критика этими людьми политики лорда-наместника Ирландии.
Джеральд Фицджеральд скончался 16 октября 1432 года и был похоронен в аббатстве Грей в графстве Килдэр.

## Брак и дети
Джеральд Фитцджеральд женился первым браком на Маргарет Рочфорд, дочери сэра Джона Рочфорда. В этом браке были дети:
- Томас Фицджеральд , скончался при жизни отца
- Джоан Фицджеральд (ок. 1398—1452), жена с 1432 года Джеймса Батлера, 4-го графа Ормонда (1393—1452)

Вторично Джеральд Фицджеральд женился на Агнессе Дарси (ум. 1439), дочери Филиппа Дарси, 4-го барона Дарси из Найта (1341—1398), и Элизабет Грей, внучке известного рыцаря-хрониста Томаса Грея из Хетона (ум. 1369). В этом браке были дети:
- Элизабет Фицджеральд , жена Джона Грея, 2/5-го барона Грея из Коднора (1396—1430)

Так как Томас, единственный сын Джеральда Фицджеральда, скончался при жизни отца, графский титул перешел к Джону Фицджеральду, де-юре 6-му графу Килдэру, младшему брату Фицджеральда, хотя его зять — граф Ормонд также претендовал на титул графа Килдэр. Спор был окончательно решен в пользу сына Джона — Томаса Фицджеральда, который стал 7-м графом Килдэр.